# Comotherium
Comotherium is een geslacht van uitgestorven zoogdieren uit de Morrison-formatie van het Laat-Jura (Kimmeridgien - Tithonien) van Noord-Amerika en is aanwezig in de stratigrafische zone 5.
De typesoort Comotherium richi werd in 1981 benoemd en beschreven door Donald Ross Prothero. De geslachtsnaam verwijst naar de Como Bluff waar het holotype AMNH 101132 gevonden is in Reeds Quary. De soortaanduiding eert Thomas Rich die tussen 1968 en 1970 leiding gaf aan nieuwe opgravingen in Pit A waar het typespecimen werd gevonden. Het holotype bestaat uit een linkerbovenkaaksbeen met drie kiezen. Toegewezen is specimen AMNH 104826, een bovenste rechterkies.
De vondst werd in eerste instantie toegewezen aan Euthlastus cordiformis. Er zijn echter duidelijke verschillen. De tanden zijn tweemaal zo groot. De paracoon is hoger, de paracrista en metacrista zijn krachtiger gebouwd en de hoek van de trigoon is scherper. De stylocoon vormt een kegel die los staat van de parastyle, aan de binnenzijde daarvan. De metastyle is verheven en is van de trigoon gescheiden door een basin. De parastyle vormt een losstaande knobbel die even groot is als de stylocoon.